# دوتاسان
دوتاسان (به لاتین: Dutasan) یک کوه در کره جنوبی است که در کره جنوبی واقع شده‌است. دوتاسان ۱٬۳۵۲٫۷ متر بالاتر از سطح دریا واقع شده‌است.